# Verneuil-l'Étang
Verneuil-l'Étang là một xã ở tỉnh Seine-et-Marne, thuộc vùng Île-de-France ở miền bắc nước Pháp.

## Dân số
Người dân ở Verneuil-l'Étang được gọi là Verneuillais.
Điều tra dân số năm 1999, xã này có dân số là 3.135.